# 加波山信仰
加波山信仰（かばさんしんこう）は、茨城県桜川市と石岡市の境に位置する加波山に対する山岳信仰で、山頂に加波山権現と総称される本宮、中宮、親宮の3神社（かつてはそれぞれが宮寺一体の寺院であった）が鎮座し、農耕や漁業等の生業を始め、火災盗難除け、疫病除けの神徳を有するとされ、関東一円にかけて広く信仰される。また古来修験道における霊場ともされ、山中には巨巌、奇岩、岩窟が、尾根沿いには小祠、石碑が散在し、現在も信者による夏期の加波山禅定（かばさんぜんじょう）が行われる。
加波山は足尾山とともに筑波山を主峰とする連峰を形成しており、加波山に対する信仰は筑波山へのそれとも深く関わり、信仰内容も両山ほぼ共通しているが、関東地方一帯に掛けて筑波山以上の広範な信仰圏を有している。

## 加波山権現
山頂に鎮座する加波山権現は国史見在社の三枝祇神社に比定されているが、当初から3社であったのか、それとも3社に別れたものであるのかは不明。近世には管掌する別当寺院を異にする本宮・中宮・親宮として、それぞれが異なった由緒を持つ宮寺一体の形態とされていたが、明治の神仏分離によってそれぞれ神道専一の神社として成立した。なお、現在親宮は本宮の管理下にある。
本宮
現在の正式名称は「加波山三枝祇神社」。当該神社内において「加波山三枝祇神社本宮」を称し、また「加波山神社本宮」或いは「加波山本宮」とも通称される。旧来の信仰圏は西麓の桜川市真壁地区周辺。加波山山頂に本殿が鎮座し、その少し南側に拝殿が、また西麓の桜川市真壁町長岡には里宮としての遙拝殿がある。近世までは別当正幢院（しょうとういん）と称した。
中宮
現在の正式名称は「加波山神社」、通称は「加波山神社中宮」或いは「加波山中宮（天中宮）」。旧別当は石岡市大塚の文殊院（廃寺）。本宮及び親宮も「加波山神社本宮」・「加波山神社親宮」と名乗っていることから、現在「加波山神社」の称号をめぐって本宮・親宮と争っている状態にある。旧来の信仰圏は東麓の茨城県石岡市大塚周辺）。山頂近くに本殿が鎮座し、その少し北側に拝殿がある。また東麓の石岡市大塚に里宮としての遙拝殿（宮司は度々変わっており現在の宮司とは関連がない。社地は明治の廃仏毀釈後に旧宮司が寄進したもの）があるが、2004年（平成16年）には西麓の桜川市真壁町長岡にも新たに里宮が建立された。現在は箱根大天狗山神社と親交が深い（新里宮の資金提供者）。箱根大天狗山神社には加波寝不動明王が祭られている施設がある。長岡の桜坊にある廃墟「天狗の庭」も関連施設である。
親宮
現在は本宮の管理下にあり、当該神社内において「加波山三枝祇神社親宮」を称し、また「加波山神社親宮」或いは「加波山親宮」とも通称される。旧来の信仰圏は本宮と同じく真壁地区周辺。山頂近くに本殿が鎮座し、その少し北側に中宮拝殿に並んで拝殿がある。またかつては西麓の桜川市長岡に里宮があった（旧別当寺の円鏡寺）。現在桜川市真壁町長岡の本宮の里宮が親宮の里宮を兼ねている。
以上、加波山の山頂及び山頂付近には3神社の本殿と拝殿がそれぞれ独立して鎮座し、祭礼も別々に行われており、麓にはそれぞれの里宮もあるが、山頂付近や西麓の桜川市真壁町長岡には3神社の里宮が近接していることから、それぞれの社殿を間違えてしまう参拝者や登山者が多いという。
この3神社は独立した存在であって、寺院時代にはそれぞれ本寺を異にし、寺領を廻っての相論を起こしたりもしていたが、信仰内容に目を向けるとそれぞれが独自の信仰体系を持つ訳ではなく、以下に見るようにほぼ共通するものとなっている。また、加波山権現の3神社（寺院）鼎立についてその起源は不明であるものの、熊野修験による三山信仰（熊野三山）の影響も考えられ、または後述する近世初頭まで筑波山の一枝峰の地位に留まって独自の信仰を確立し得なかったがためにこれを統合する権威を持ち得なかった事に起因するとも考えられている。

## 信仰儀礼とその性格

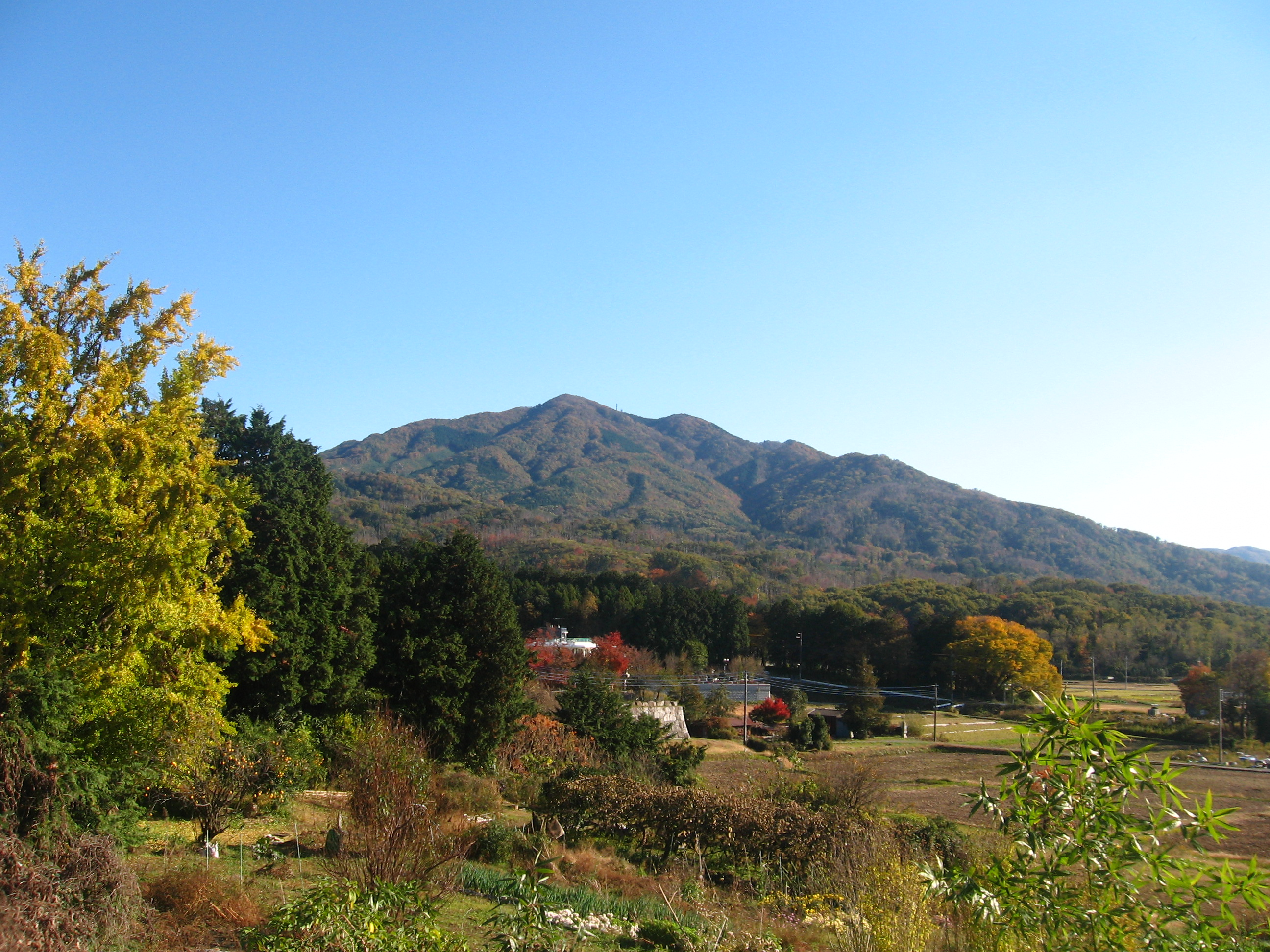
加波山

民衆信仰の性格をもっともよく表出するのはその信仰に基づいて営まれる各種儀礼であるので、加波山信仰による主だった儀礼を通覧しつつその内容を窺ってみる。
大当講行事
山麓の村落を構成する坪や組といった、社会結合の小単位を基に組織・運営される大当講（だいどうこう）の儀礼で、祭祀形態は坪や組の中から毎年交替で当屋を選ぶ当屋制、行事の日取りや期間は部落により異なるが概ね旧正月を中心に行われ、中には1週間や10日間といった長期に亘る所もある。講を開くに際して当屋は山頂へ登拝して神社から神札乃至は幣束を授かり、これを「御神（ごしん）」と称して奉斎する。親宮を信仰する桜川市本木の例では、親宮から御神として迎えた幣束を「権現様」という高さ60センチ程の木製の祠に納め、周囲に注連縄を廻らして神棚へ上げるという。講員は当屋家に集まり「ナベカケズ」と称して飲食し（「ナベカケズ」は「鍋掛けず」で、飲食一切を当屋が賄うために講中では鍋を火に掛ける必要がないという意味）、講を閉じるに際しては当屋の引き継ぎが行われ（当屋渡し）、講員によって御神が次期当屋の家まで送られる（当屋送り）。
この儀礼は年頭に加波山から作神（さくがみ。殖産を司る農耕神）としての山の神を迎えて当年の豊作を祈念する予祝儀礼と見られ、加波山信仰における作神・殖産神信仰を最も著しく表出させるものとして注目され、また当屋に集まる講員はその前に入浴等で身を潔めるものとされていたりするが、そこからこの儀礼が厳重な物忌みを伴うものであったろう事、「ナベカケズ」は即ち儀礼後の直会としての共同飲食であったろう事も想像される。なお、当初は純然たる山の神・作神信仰による行事であった筈であるが、修験道の影響を蒙っている点も指摘でき、例えば当屋送りに際して講員が「六根清浄」と奉唱したりする部落もある。
筑波山山麓一帯に掛けては同じく大当講と称する講が広く分布し、信仰対象を筑波山或いは足尾山として登拝したり、或いはどの山とも繋がりを持たずに行事を営む所もあり、坪や組という生活の基盤となる地域単位で組織されているために各種儀礼がその坪・組の性格を表すものともなっている事、当屋制を採る事、行事は旧正月を中心に行われる事、「ナベカケズ」が行われる事、性器を奉斎する事、等の共通性を持ち、いずれも共同体として作神・殖産神を信仰する性格が濃厚である点が指摘できる。なおこの場合、「ナベカケズ」等の当屋の行事が強く印象づけられて「大当講」という名称が生まれたのではないかとの説もある。
総登り
これも大当講を単位とする儀礼で、講員が山頂に登拝する。複数回行う講が多く、その場合は大当講行事に併せて登拝した後に、旧暦の3月から4月にかけて再度乃至は再再度行われ、かつては代表を選びその者を中心に講員各戸から必ず1名が参加するものとされていたが、後に講の代表者のみが登拝する風に変化した。中宮を信仰する石岡市大塚では、ある期間を設定して期間内には各戸輪番で人を出し、2名ずつが「加波山日参」と書かれた菅笠を被って山頂の神社へ日参し、神社で連判帳に判を押して貰う部落が多い。またその場合に山頂で神札を授かり、その神札を嵐除けの札として部落内の辻や部落の境界に立てたり各戸の軒先に吊したりした後に、田植えに際して小正月に使った白膠木の箸に挟み田の水口に立てる。そこに表されるのは大当講行事同様の作神信仰であるが、嵐等の自然災害を防ぐ除災神的な信仰も表れており、また大塚の例では当年の農耕開始前に長期に亘る物忌みがあり、その一環として日参が課せられていた名残と見る事もできそうである。
祈雨止雨祈願
農耕期間中における雨乞いもしくは天気祭りで、総じて雨乞いの場合が多いが、これも作神・除災神的な信仰儀礼である。
禅定講
山麓直下の部落を越えた広範な地域に禅定講（ぜんじょうこう）が組織され、講員は旧7月から8月の1箇月間、加波山山中に散在する「禅定場（ぜんじょうば）」と定められた巨巌、奇巌、岩窟の各所を巡拝する。禅定（ぜんじょう）は仏教用語の「禅定」に由来し、修験道においては修験者が山中の岩窟に籠もる修行形態を意味し、更に広く山中を抖擻する修行形態をも指すが、加波山においては専ら一般民衆による禅定場の巡拝や山頂を目指す登拝を指している。もっともその場合でも「山先達」と呼ばれる神社からの免許を受けた修験者による指導案内はなされており、これは後述する修験の霊場が一般民衆に開放された結果、修験者に倣って一般民衆が行うようになった修行の一環であると見なされ、その意味で加波山の修験霊場的性格を表すものと指摘できる。なお各所の禅定講も多様な形態と性格とを有すが、概ね加波山禅定を志願する者が集まり、3年、5年と年限を区切って講員全員が禅定を果たす事を目差したものとなっており、起源として結成には山先達の布教に依る所が大であったろう事、加波山権現（3神社）側も経済的基盤を求めてこれを積極的に支持していたであろう事、が共通点として指摘できる。
加波山神輿渡御
旧正月から本宮、中宮、親宮3社それぞれの例大祭（いずれも4月8日）までの期間、3社それぞれが加波山権現の分霊を遷した神輿を出し、それが周辺部落を巡幸する。その範囲は概ね本宮が山麓周辺西・南部、中宮が同東部、親宮が同北部で、その目的は嵐除け、疫病除けとされている。また、巡幸先の部落では若衆を中心とする信者中の有志者によって神輿が巡送され、そこに「春祈祷」と称して神官又は山先達が随行し、特に後者は巡幸先の部落で加持祈祷をして村中安全の辻札や家内安全の神札を配布し、或いは求めに応じて治病等の祈祷を行う。因みに山先達にとって神輿渡御は「行」の一環として位置づけられ、特に山先達として認められた者が初めて行う加持祈祷はこの春祈祷とされている。
その他
この他に秋の山の神祭という儀礼がある。大当講を組織する部落に見られる儀礼で、11月19日に坪・組毎に神木とする松の木の下でドンド焼きを行い、その火で鰯や目刺を焼いて食し、また残り灰は田畑に撒くが、それにより翌年の豊作が約束されるという。現今では加波山信仰と直接的な連絡を持つものではないが、当年の収穫を謝すとともに来る豊年を祈願する作神・山の神に対する信仰儀礼である事から、春の大当講行事や総登りが大々的であるために人々の意識が春に強く向けられた結果簡素化されたもので、本来は春の山の神祭りである諸行事に対応するものであったろうとの指摘がなされている。
以上、各種儀礼を通じて表された信仰内容を見ると、加波山乃至はその神霊を山の神・作神と見る信仰、除災神と見る信仰、加波山を修験の霊場と見る信仰の3種に大別できる。また、山麓部落では除災神的性格も見られるものの作神・殖産神的性格が顕著であるのに対し、山麓から隔たった部落では除災神的性格が濃厚となり、儀礼自体も前者は大当講や総登りを主とし、後者は禅定講と神輿渡御とに重きを置く等対照的で、次に見る信仰圏の点からも注目される。

### 信仰圏
山岳信仰全般を通して信仰対象である山岳を中心とした同心円的な信仰圏を摘出し、そこから信仰の展開過程を把握しようとする「信仰圏理論」があるが、これによると山麓周辺の第1次信仰圏、その外部に展開される第2次信仰圏、更にその外部に拡大された第3次信仰圏と、信仰と信者の範囲は次第に展開していくものであるとされる。この理論を加波山信仰に適用すると、前節の如く作神・殖産神的信仰を主に除災神的信仰も併せ持つ山麓一帯の第1次信仰圏と、除災神信仰が濃厚であるとともに加波山を修験の霊場と捉える第2次信仰圏とに分ける事が可能となり、この信仰圏の地域差を時間差に置き換えた場合、当初は山麓一帯で作神信仰として発生したが、加波山が雷雨を起こすものでもあった事から雷雨を制御する雷雨神としても観念されるようになり、それとともに加波山を修験の霊場として開いた修験者が民衆の現世利益指向を満足させるべく加持祈祷等を行う事で、雷雨や嵐、更には疫病等を除く除災神的性格が強調され、第2次信仰圏へと信仰が広まったものであろう事が推測可能となる。

## 信仰史

### 近世以前
山頂の加波山神社は国史見在社に充てられ、景行天皇の時代に日本武尊が祠を建てたのに始まるとも、古代に茨城国造の初祖とされる建許呂命の後裔である三枝部連が祀ったものといい、これに関して加波山が茨城、真壁両郡の郡堺と目され、国造の三枝部氏が山頂に祖先を祀ったものであろうとの説もある。また、『常陸国風土記』によると同国に葦穂山（あしほやま）という山があり、山中には油置売命（あぶらおきめのみこと）という女神の石屋（いわや）があると記されており、葦穂山は加波山から足尾山にかけての総称とされるので、山中の岩窟がその石屋に相当し、そこで何らかの祭祀が行われていたために「神庭（かんば）」と呼ばれ、それが訛って「加波（かば）」となったものであろうとも説かれるが、3神社（寺院）が分立した事情を含め、古代・中世の沿革については不詳とするしかない。もっとも加波山は早くから修験者による山中抖擻や岩窟に籠もる「岩屋籠（いわやごもり）」を行う修験の霊場とされており、親鸞暗殺を企て、後にその弟子となった弁円も加波山で修行した山伏（修験者）であったという。

### 近世以降
加波山は古代以来の名山・霊山たる筑波山の一枝峰で坪・組を単位とする作神・除災神的信仰による大当講の結成や総登りといった儀礼も筑波山麓一帯に広く見られるため、近世以前は地位も低く独自の信仰を展開するに至らなかったと思われるが、近世、特に江戸時代中期以降となると「加波山信仰」として独自の展開を見せるようになる。その理由として、筑波山が江戸幕府の庇護を受けるようになって信仰を喧伝する修験者や組織的な信者の把握に努める必要がなくなったのに対し、3神社（寺院）は経済的にも一般民衆から寄せられる信仰に依存せざるを得ないがために、山麓直下のみならず周辺にまでも禅定講を形成し、或いは分霊を巡廻させる等して信者を増やしていく必要が生じ、かかる努力の結果が以後の筑波山信仰以上に活発な信仰の展開となったもので、その際に大きな働きをなしたのは山先達と呼ばれる修験者であったと見られる。

#### 金敷吾輔と禅定場
加波山が専ら修験の霊場とされていた時代には、全山を表山、東山、裏山とに大別して修験者のみが各種の修行を行っていたが、近世後期には金敷吾輔（小森五助とも）が現れ、これら霊場を「禅定場」として整備体系化したとされる。吾輔は加波山の中興開山とも仰がれる人物で、7歳で本宮に入山して修行し、武術・法薬・医術を3本柱とする加波山三光流を編み出し、大塚久右衛門という猟師の道案内で山中の岩窟を廻ってこれらを霊場として整備したと伝えられている。多分に伝説化されてはいるが、文政2年（1819年）に彼の七回忌の追善供養碑が建てられており、また吾輔と久右衛門が寛政3年（1791年）に作成した禅定場の位置を記す『加波山絵図』も残されているので、その頃までにほぼ禅定場各所の整備・体系化を果たし、加波山信仰の布教に大きく貢献した人物であった事は確かと思われ、これ以降一般の民衆が禅定場を巡拝する行為を指して「禅定」と呼ぶようになった。因みに、禅定場は俗に山中と里とに700余所あると言われるが、実際には山中に限られている。

#### 加波山権現の教線拡大
上記吾輔が活躍していた頃にあたる文化8年（1811年）、親宮別当円鏡寺から中宮別当文殊院に対し、文殊院が中宮再建のための講を結成する動きを円鏡寺の代理を称する者が妨害した事を謝罪しており、そこから文殊院が中宮再建のための講を結成して勧進活動を展開していたことが判る。また文政元年（1818年）に親宮と上小幡、飯田両村（現桜川市真壁町上小幡と同市東・南飯田）との間に、山中禅定場の中で親宮の所管する所には同宮所属の山先達が案内をするとの取極めがなされており、これは加波山禅定場に本宮・中宮・親宮それぞれが所管する場所があったために、それぞれの信者がどこを禅定するかを明確化するための取極めであったと思われる。これらの動きを通じて判明するのは、この頃を契機として各別当が山中を分割管理する体勢を確認するとともにそれぞれの信仰区域をも確定化したであろう事で、その背景には各別当が財源確保を主目的に山先達を媒介とした積極的な布教活動を行い、各地に禅定講が簇生したという事情があったと思われる。また当時は富士信仰や御嶽信仰に代表される山岳登拝が増加したり、新宗教が勃興したり、俗山伏（山伏に倣った修行に励み加持祈祷等も行う一般人）が増加したりと、全国的に民衆信仰が新たな展開を見せる時期でもあり、加波山における山先達の活動もこうした潮流の一環として捉える事が可能である。
ともあれ、禅定場の成立がそれまで修験者の専有とされていた山中霊場を一般人に開放するものであり、禅定を志願する人々による禅定講結成が促され、その結果が上述第2次信仰圏の形成であったろう事とその時期は江戸時代の中後期（19世紀初め頃）であったろう事とが推測できる。
なお最後に、加波山信仰は筑波山信仰と密な関係ではあるが、筑波山と異なり時の権力者（江戸幕府）と緊密な結び付きを持つ存在ではなく、そうであったが故に経済的基盤を求めた信仰圏の拡大に努める事となり、それが山麓直下の部落のみならず周辺部落における第2次信仰圏の形成をも齎すものとなったが、その反面、時の権力者と結び付かなかったが故に信仰圏は第2次のそれに留まり、更なる拡大を果たせなかったものとも思われる。